# Blackdiamondskye
Blackdiamondskye foi uma turnê norte-americana realizada em 2010 encabeçada pela banda de rock americana Alice in Chains, com convidados especiais Deftones e Mastodon. Blackdiamondskye é uma junção dos títulos dos álbuns recém-lançados das três bandas: Black Gives Way to Blue (2009) do Alice in Chains, Diamond Eyes (2010) do Deftones, e Crack the Skye (2009) do Mastodon. A turnê teve início em 16 de Setembro em Chicago e foi encerrada em 16 de Outubro de 2010 em Paradise, Nevada. As bandas fizeram um total de 19 apresentações em arenas e anfiteatros nos Estados Unidos e Canadá.

## Datas
| Data                   | Cidade                      | País           | Local                    |
| ---------------------- | --------------------------- | -------------- | ------------------------ |
| 16 de Setembro de 2010 | Chicago, Illinois           | Estados Unidos | Charter One Pavilion     |
| 17 de Setembro de 2010 | Clarkston, Michigan         | Estados Unidos | DTE Energy Music Theatre |
| 18 de Setembro de 2010 | Toronto, Ontario            | Canadá         | Molson Amphitheatre      |
| 20 de Setembro de 2010 | Uncasville, Connecticut     | Estados Unidos | Mohegan Sun Arena        |
| 22 de Setembro de 2010 | Boston, Massachusetts       | Estados Unidos | Agganis Arena            |
| 24 de Setembro de 2010 | New York city, New York     | Estados Unidos | Madison Square Garden    |
| 25 de Setembro de 2010 | Camden, New Jersey          | Estados Unidos | Susquehanna Bank Center  |
| 26 de Setembro de 2010 | Fairfax, Virginia           | Estados Unidos | Patriot Center           |
| 28 de Setembro de 2010 | Atlanta, Georgia            | Estados Unidos | Lakewood Amphitheatre    |
| 1 de Outubro de 2010   | St. Louis, Missouri         | Estados Unidos | Scottrade Center         |
| 2 de Outubro de 2010   | Bonner Springs, Kansas      | Estados Unidos | Sandstone Amphitheater   |
| 4 de Outubro de 2010   | Morrison, Colorado          | Estados Unidos | Red Rocks Amphitheatre   |
| 7 de Outubro de 2010   | Vancouver, British Columbia | Canadá         | Rogers Arena             |
| 8 de Outubro de 2010   | Seattle, Washington         | Estados Unidos | KeyArena                 |
| 9 de Outubro de 2010   | Portland, Oregon            | Estados Unidos | Memorial Coliseum        |
| 11 de Outubro de 2010  | San Jose, California        | Estados Unidos | SJSU Events Center       |
| 12 de Outubro de 2010  | Los Angeles, California     | Estados Unidos | Gibson Amphitheatre      |
| 15 de Outubro de 2010  | San Diego, California       | Estados Unidos | Viejas Arena             |
| 16 de Outubro de 2010  | Paradise, Nevada            | Estados Unidos | The Joint                |

## Setlist
Alice in Chains Setlist
1. "Again"
2. "Check My Brain"
3. "Dam That River"
4. "Lesson Learned"
5. "Man in the Box"
6. "No Excuses"
7. "Rain When I Die"
8. "Rooster"
9. "Them Bones"
10. "We Die Young"
11. "Would?"
12. "Your Decision"
13. "Grind"
14. "Acid Bubble"
15. "It Ain't Like That"
16. "Junkhead"
17. "Nutshell"
18. "Last of My Kind"
19. "Love, Hate, Love"
20. "A Looking in View"
21. "Angry Chair"
22. "Down in a Hole"
23. "God Am"
24. "Got Me Wrong"
25. "Black Gives Way to Blue"
26. "Rotten Apple"
27. "Sludge Factory"
28. "Sickman"

Deftones Setlist
1. "Around the Fur"
2. "Change (In the House of Flies)"
3. "Diamond Eyes"
4. "My Own Summer (Shove It)"
5. "Rocket Skates"
6. "Sextape"
7. "You've Seen the Butcher"
8. "7 Words"
9. "Engine No. 9"
10. "Be Quiet and Drive (Far Away)"
11. "Passenger"
12. "Nosebleed"
13. "Birthmark"
14. "Prince"
15. "Risk"
16. "Beauty School"
17. "Headup"

Mastodon Setlist
1. "Colony of Birchmen"
2. "Crystal Skull"
3. "Divinations"
4. "Megalodon"
5. "Naked Burn"
6. "Blood and Thunder"
7. "The Czar"
8. "Oblivion"
9. "Capillarian Crest"
10. "Aqua Dementia"
11. "Circle of Cysquatch"
12. "Iron Tusk"
13. "March of the Fire Ants"
14. "Sleeping Giant"
15. "I Am Ahab"
16. "Seabeast"

## Integrantes
Alice in Chains
- Jerry Cantrell – vocais, guitarra principal
- William DuVall – vocais, guitarra rítmica
- Mike Inez – baixo
- Sean Kinney – bateria

Deftones
- Chino Moreno – vocais, guitarra rítmica
- Stephen Carpenter – guitarra principal
- Sergio Vega – baixo
- Frank Delgado – teclado, samplers, turntables
- Abe Cunningham – bateria

Mastodon
- Brent Hinds – vocais, guitarra principal
- Bill Kelliher – guitarra rítmica
- Troy Sanders – baixo
- Brann Dailor – vocais, bateria